# Группа Холлидт

План операции по деблокаде сталинградской группировки вермахта

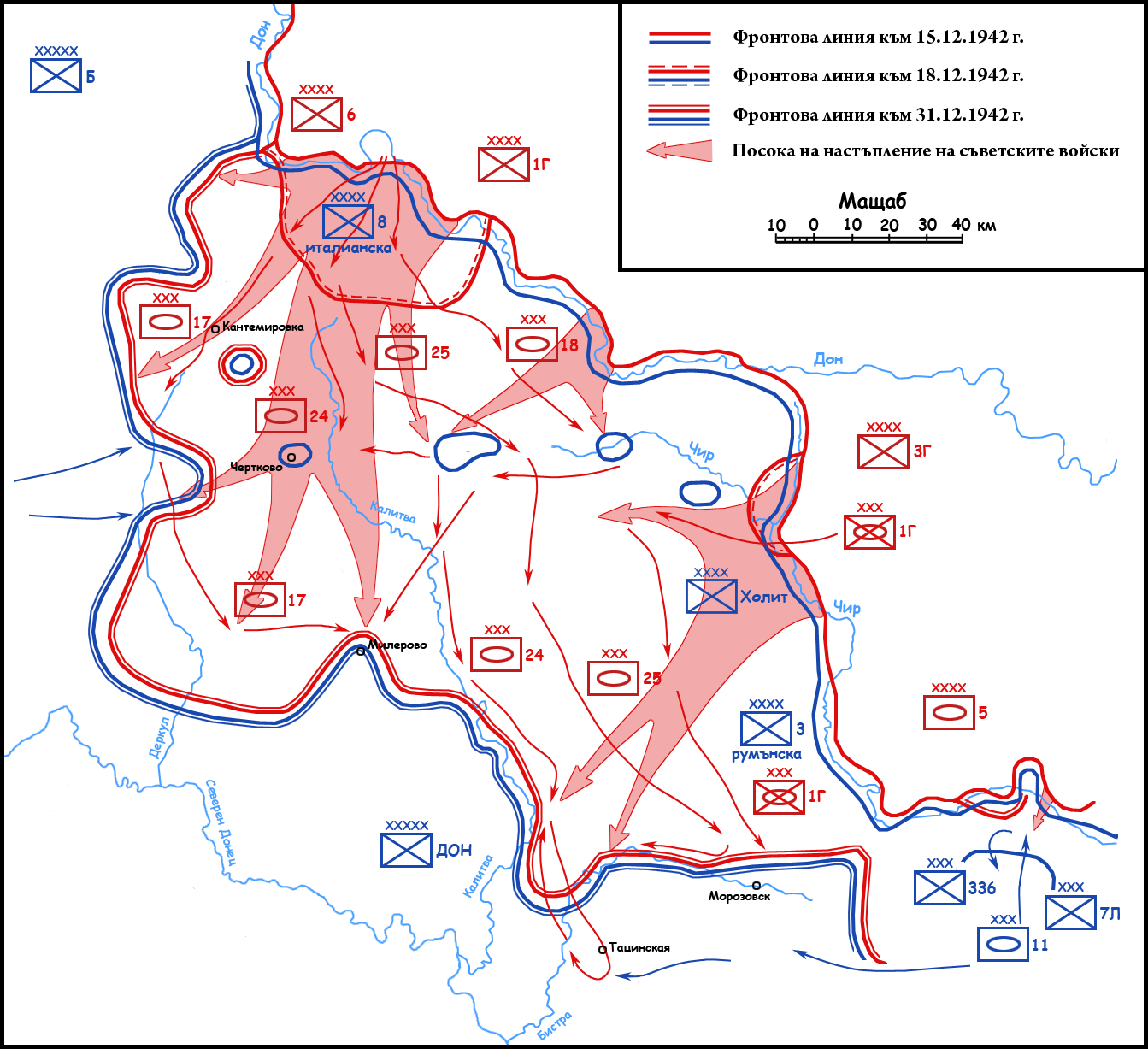
Карта операции «Малый Сатурн»

Группа Хо́ллидт (нем. Armeeabteilung Hollidt) — армейская группа вермахта, действовавшая на южном участке Восточного фронта. Сформирована 23 ноября 1942 года. Командующий — генерал пехоты К.-А. Холлидт. 6 марта 1943 года переименована в 6-ю армию.

## История
В декабре 1942 года по указанию Гитлера для деблокирования сталинградской группировки была образована группа армий «Дон», в которую вошла группа Холлидт под командованием генерала Карла Холлидта. По плану немецкого командования 48-й танковый корпус, входящий в состав группы Холлидт, должен был нанести удар с плацдарма на реках Дон и Чир по тылу советских войск, прикрывавших сталинградскую группировку вермахта.
16 декабря советское командование с целью прорыва к Ростову-на-Дону предприняло операцию «Малый Сатурн», заключавшуюся в наступлении на Среднем Дону силами Юго-Западного фронта и 6-й армии Воронежского фронта. К моменту советского наступления группа Холлидт держала оборону на реке Цимла в полусотне километров от р. Чир. Против обороняющейся группы Холлидт советское командование бросило три армии. К январю 1943 года советские войска оттеснили группу Холлидт к реке Северский Донец, в район восточнее города Ворошиловграда.
В ходе дальнейшего наступления советских войск группа Холлидт была вынуждена в первой половине февраля оставить свои позиции по Северскому Донцу и отступить через район Ростова-на-Дону — Таганрога к оборонительной укреплинии на реке Миус. К 21 февраля группа Холлидт заняла позицию на Миусе. 6 марта группа была преобразована в 6-ю армию.

## Состав группы
В декабре 1942:
- 48-й танковый корпус
  - 11-я танковая дивизия
  - 336-я пехотная дивизия
  - 7-я авиаполевая дивизия
- 17-й армейский корпус
  - 62-я пехотная дивизия
  - 294-я пехотная дивизия
  - 306-я пехотная дивизия
- 1-й румынский армейский корпус
- 2-й румынский армейский корпус

В феврале 1943:
- 48-й танковый корпус
- 17-й армейский корпус
- 29-й армейский корпус
- Корпус «Мит»